# Рыночная система
Ры́ночная систе́ма (англ. Market system) — рынки продуктов и ресурсов, их связи и механизм, распределяющие редкие экономические ресурсы на этих рынках на основе цен и обеспечивающий информацию о решениях, принимаемых потребителями, фирмами и поставщиками ресурсов, и согласовывать эти решения.

## Определение
Согласно К.Р. Макконнеллу и С.Л. Брю рыночная система — рынки продуктов и ресурсов и действующие между ними связи, механизм, позволяющий складывающимся на этих рынках ценам распределять редкие экономические ресурсы, обеспечивать информацию о решениях, принимаемых потребителями, фирмами и поставщиками ресурсов, и согласовывать эти решения.

## Преимущества рыночной системы
К.Р. Макконнеллу и С.Л. Брю отмечают ряд достоинств рыночной системы:
- Эффективность распределения ресурсов, так как рыночная система направляет ресурсы на производство товаров и услуг, в которых общество более всего нуждается, используются наиболее эффективные производства, стимулируются разработки и внедрения новых, более эффективных технологий;
- Эффективность применения стимулов, так как больший трудовой вклад означает более высокий денежный доход, который обеспечивает более высокий уровень жизни, как и риск, который берут на себя предприниматели, приводят к прибыли, успешные нововведения приводят также к прибыли;
- Свобода, так как рыночная система управляет деятельностью без принуждения, имеется свобода предпринимательства и выбор, рабочие не перегоняются правительственными директивами из отрасли в отрасль ради достижения производственных целей, а следуют своим личным интересам, получая за это вознаграждение.

## Недостатки рыночной системы
К.Р. Макконнеллу и С.Л. Брю отмечают ряд критичных аргументов рыночной системы:
- Монополизация и вступление кампаний в картели для получения монополистической прибыли
- Неравенство доходов и Нищета.
- Постоянные кризисы.
- Анархия производства и искусственный дефицит для получения большей прибыли
- Для работы рыночной системы необходима большая безработица и большая инфляция.